# 埃纳河畔米西
埃纳河畔米西（法語：Missy-sur-Aisne，法語發音：[misi syʁ ɛn]）是法国上法兰西大区埃纳省的一个市镇，位于该省中南部，属于苏瓦松区。

## 地理
埃纳河畔米西（49°23'12"N, 3°26'8"E）面积3.25 平方千米，位于法国上法蘭西大區埃纳省，该省份为法国北部内陆省份，北起北部省，西接索姆省和瓦兹省，东临阿登省和马恩省，西南至塞纳-马恩省，东北部与比利时接壤。
与埃纳河畔米西接壤的市镇（或旧市镇、城区）包括：阿西、比西勒隆、希夫尔瓦勒、埃纳河畔孔代、塞尔穆瓦斯。

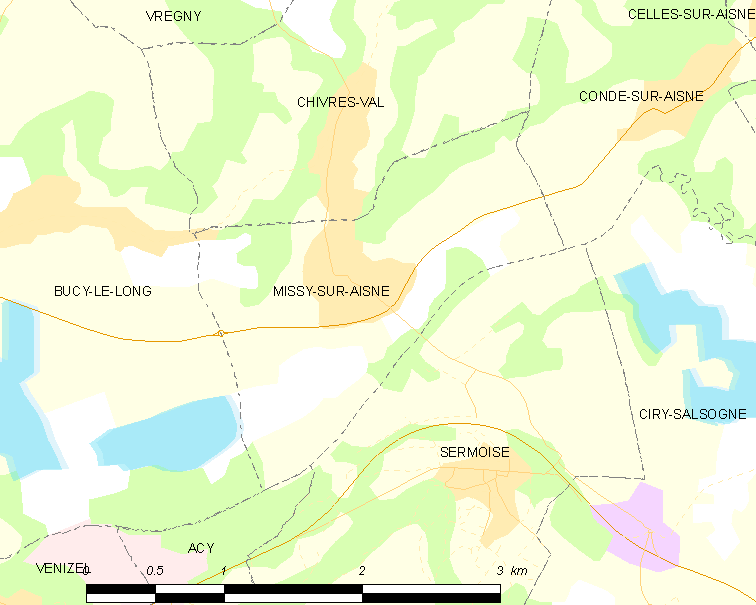
埃纳河畔米西的OSM定位图

埃纳河畔米西的时区为UTC+01:00、UTC+02:00（夏令时）。

## 行政
埃纳河畔米西的邮政编码为02880，INSEE市镇编码为02487。

## 政治
埃纳河畔米西所属的省级选区为塔德努瓦地区费尔县。

## 人口

1962-2008年间埃纳河畔米西人口变化图示

埃纳河畔米西于2022年1月1日时的人口数量为628人。